# Sigismondo dei Conti
Sigismondo dei Conti, en latín Sigismundus de Comitibus o Sigismundus Fulginas,  (Foligno, c. 1432 - ibid., 18 de febrero de 1512) fue un humanista italiano, curial, historiador y poeta. 

## Vida
Hijo de Astorello dei Conti, conde de Antignano y Coccorone, estaba emparentado con los Trinci, que  habían tenido la signoria de Foligno hasta que en 1439 Eugenio IV se la quitó.  
Alguno de sus biógrafos sugiere que estudió derecho civil y canónico y griego en la Universidad de Perugia, cosa que otros califican de "invención".
Establecido en Roma,  perteneció al entorno del cardenal Basilio Bessarione  y formó parte de la academia intelectual que bajo el patrocinio de Pomponio Leto y la presidencia de Bartolomeo Platina agrupó a famosos humanistas de su tiempo como Paolo Cortesi, Ermolao Barbaro, Giorgio Trapezunzio, Giovanni Platina, Giovanni Pontano o Teodoro Gaza.
Sixto IV le nombró canciller de Foligno, cargo que desempeñó por procurador al residir en Roma.  Por encargo del papa acompañó al cardenal Giuliano della Rovere en su legación a Francia y Flandes para componer las desavenencias surgidas entre el duque de Austria Maximiliano I y el rey Luis XI de Francia, enfrentados por la posibilidad de contraer matrimonio con la princesa María de Borgoña.  También ofició como embajador del papa ante la República de Venecia para justificar la actuación de la Santa Sede durante la guerra de Ferrara.
Fue secretario de breves durante los pontificados de Sixto IV, Inocencio VIII y Alejandro VI, y secretario doméstico de Julio II, en cuyo desempeño coincidió con Giacomo Gherardi.   
Algunos autores lo mencionan también como prefecto de la Fábrica de San Pedro, cosa que otros ponen en duda. 
Muerto en Roma en 1512, fue sepultado en el coro de la basílica de Santa María en Aracoeli. La tabla La Madonna de Foligno en la que Conti aparecía retratado por Rafael Sanzio, que originalmente se encontraba junto a su tumba, fue trasladada en 1565 al monasterio de Santa Ana de Foligno, requisada por los franceses durante las guerras napoleónicas, pasada a lienzo en París y devuelta a Roma en 1815; puede verse actualmente en la Pinacoteca Vaticana.
De su matrimonio con Allegrezza degli Atti dejó al menos dos hijos: Giovan Francesco, que fue también secretario de Julio II y de Clemente VII, y Brassilla (o Pressilla, o Plautilla) , que se casó con Pietro Gabrielli, secretario de León X y hermano del cardenal Gabriele de' Gabrielli.

## Obra
Amigo de Jacopo Sadoleto, Filippo Beroaldo y Pietro Bembo, que incluyó a los cuatro como los personajes de De Urbini ducibus, dejó escritos algunos epicedios, elegías, epigramas, cármenes y otras poesías que en su mayoría se encuentran inéditas repartidas por varias bibliotecas y archivos italianos, y un breve elogio fúnebre de Bartolomeo Platina que fue añadido a la edición del Vitae pontificum de 1504.  
Pero su obra más extensa y conocida fue Historia suorum temporum, una crónica de los hechos acaecidos en Italia durante los años 1475 al 1510.  Escrita a modo de anuario, contemporáneamente al curso de los acontecimientos y con la información privilegiada que Conti tenía por su calidad de secretario pontificio, durante los años siguientes a su redacción circuló manuscrita; después cayó en el olvido hasta que en el siglo XIX fue recuperada a partir de varios códices y en 1883 publicada en edición bilingüe latín-italiano.